# Municipio de Pleasant Grove (Dakota del Sur)
El municipio de Pleasant Grove (en inglés: Pleasant Grove Township) es un municipio ubicado en el condado de Brule en el estado estadounidense de Dakota del Sur. En el año 2010 tenía una población de 41 habitantes y una densidad poblacional de 0,44 personas por km².

## Geografía
El municipio de Pleasant Grove se encuentra ubicado en las coordenadas 43°32′4″N 98°58′52″O / 43.53444, -98.98111. Según la Oficina del Censo de los Estados Unidos, el municipio tiene una superficie total de 92.28 km², de la cual 91,66 km² corresponden a tierra firme y (0,67 %) 0,62 km² es agua.

## Demografía
Según el censo de 2010, había 41 personas residiendo en el municipio de Pleasant Grove. La densidad de población era de 0,44 hab./km². De los 41 habitantes, el municipio de Pleasant Grove estaba compuesto por el 92,68 % blancos, el 4,88 % eran amerindios y el 2,44 % eran de una mezcla de razas. Del total de la población el 0 % eran hispanos o latinos de cualquier raza.